# Elementair symmetrisch polynoom
In de wiskunde zijn de elementaire symmetrische polynomen polynomen in meer variabelen. De elementaire symmetrische polynomen vormen de bouwstenen voor de symmetrische polynomen. Het zijn homogene veeltermen. Het aantal elementaire symmetrische polynomen waar {\displaystyle n} verschillende variabelen in voorkomen is gelijk aan het aantal variabelen waarmee wordt gerekend. Dat zijn er dus {\displaystyle n}. Een symmetrisch polynoom in {\displaystyle n} variabelen kan op precies één manier als een lineaire combinatie van de {\displaystyle n} elementaire symmetrische polynomen in {\displaystyle n} variabelen worden geschreven.
Bij elk aantal variabelen {\displaystyle n} is er precies één elementair symmetrisch polynoom, waarvan de graad gelijk aan {\displaystyle n} is. Er worden binnen de {\displaystyle n} elementaire symmetrische polynomen geen variabelen tot een macht verheven, zij komen binnen iedere eenterm hooguit een keer voor.
De {\displaystyle n} elementaire symmetrische polynomen worden op dezelfde manier door de formules van Viète gegeven. François Viète 1540-1603, was een 16e-eeuwse wiskundige uit Frankrijk.

## Definitie
De elementaire symmetrische polynomen in de {\displaystyle n} variabelen {\displaystyle x_{1},\ldots ,x_{n}} zijn de coëfficiënten in het polynoom {\displaystyle f(x)} in {\displaystyle x}, gegeven door:
{\displaystyle f(x)=(x+x_{1})(x+x_{2})\ldots (x+x_{n})=\sigma _{0}x^{n}+\sigma _{1}x^{n-1}+\sigma _{2}x^{n-2}+\ldots +\sigma _{n-1}x+\sigma _{n}}
Uitgeschreven:
{\displaystyle \sigma _{0}=1}
{\displaystyle \sigma _{1}=x_{1}+\ldots +x_{n}}
{\displaystyle \sigma _{2}=x_{1}x_{2}+\ldots +x_{1}x_{n}+x_{2}x_{3}+\ldots +x_{2}x_{n}+\ldots +x_{n-1}x_{n}}
{\displaystyle \vdots }
{\displaystyle \sigma _{k}=\sum _{1\leq i_{1}<i_{2}<\ldots <i_{k}\leq n}x_{i_{1}}\ldots x_{i_{k}}}
{\displaystyle \vdots }
{\displaystyle \sigma _{n}=x_{1}\ldots x_{n}}
Het elementaire symmetrische polynoom {\displaystyle \sigma _{k}} van de graad {\displaystyle k} bestaat dus uit de som van alle verschillende eentermen van {\displaystyle k} van de {\displaystyle n} variabelen. Deze eentermen worden binnen iedere {\displaystyle \sigma _{k}} volgens de ordening op de index van de {\displaystyle n} variabelen geschreven. Er staan in iedere eenterm steeds alleen {\displaystyle k} van de {\displaystyle n} variabelen, er komt dus geen coëfficiënt in voor.

## Voorbeelden
- Voor drie variabelen {\displaystyle x,\ y} en {\displaystyle z} zijn de elementaire symmetrische polynomen:

{\displaystyle \sigma _{0}=1}
{\displaystyle \sigma _{1}=x+y+z}
{\displaystyle \sigma _{2}=xy+xz+yz}
{\displaystyle \sigma _{3}=xyz}
- {\displaystyle x_{1}^{2}+\ldots +x_{n}^{2}=\sigma _{1}^{2}-2\sigma _{2}}
- {\displaystyle x_{1}^{3}+\ldots +x_{n}^{3}=\sigma _{1}^{3}-3\sigma _{1}\sigma _{2}+3\sigma _{3}}
- {\displaystyle x_{1}^{4}+\ldots +x_{n}^{4}=\sigma _{1}^{4}-4\sigma _{1}^{2}\sigma _{2}+2\sigma _{2}^{2}+4\sigma _{1}\sigma _{3}-4\sigma _{4}}

## Eigenschappen
- Een elementair symmetrisch polynoom is een homogene veelterm en alle eentermen er in hebben dezelfde graad.
- Het elementair symmetrische polynoom {\displaystyle \sigma _{k}} in {\displaystyle n} variabelen bestaat uit {\displaystyle {\binom {n}{k}}} termen.

- De volgende stelling is van de hand van Joseph-Louis Lagrange, maar was al bij Isaac Newton bekend.[1]

Ieder symmetrische polynoom kan op precies één manier als lineaire combinatie worden geschreven van de elementaire symmetrische polynomen.